# Andi Farid Izdihar
Andi Farid Izdihar (Bulukumba Regency, 14 de agosto de 1997), também conhecido por Andi Gilang, é um motociclista indonésio que disputa atualmente o Campeonato Mundial de Motovelocidade na categoria Moto2 pela equipe Idemitsu Honda Team Asia;

## Carreira
Começou no motociclismo aos 8 anos de idade, disputando campeonatos regionais até os 10. Sua primeira competição internacional na modalidade foi a Asia Talent Cup em 2014, terminando na 6ª posição. No ano seguinte, disputou a Asia Talent Cup, vencendo a etapa de Lusail e fechando o campeonato em 9º, com 104 pontos.
Entre 2016 e 2019, Andi competiu na CEV Moto3 Junior World Championship, onde teve desempenhos razoáveis. Ele ainda disputou 6 provas da CEV Moto2, terminando em 14º lugar. Também em 2019, estreou na Moto2 pela Idemitsu Honda Team Asia, pilotando uma Kalex na etapa de San Marino, como substituto do lesionado compatriota Dimas Ekky Pratama, terminando em 24º. Para a temporada 2020, foi efetivado como titular.